# Volksbank Hameln
Die Volksbank Hameln eG war eine regional tätige deutsche Genossenschaftsbank mit Sitz in Hameln.

## Geschichte
Am 25. Februar 1925 gründeten 33 Bürger der Stadt Hameln den Hamelner Bankverein eGmbH für die mittelständische Bevölkerung. Zu Anfang war die Bank in einem kleinen Raum am Hamelner Pferdemarkt untergebracht, aber schon ein Jahr später siedelte sie in das neue Handwerkerhaus am Kastanienwall über, wo sie sich bis zum März 1951 befand. Die Bank zog dann in den Neubau in der neuen Hauptstelle in der Osterstraße. Im Jahr 1940 wurde der Hamelner Bankverein in die Volksbank Hameln umfirmiert. 
Im Jahr 1950 hatte sie schon über 900 Mitglieder mit über 1000 Geschäftsanteilen.
Am 25. Juni 1970 fusionierte die Volksbank Hameln mit der Volksbank Bodenwerder.
Im Mai 1987 beschlossen die Mitglieder der Oldendorfer Volksbank den Zusammenschluss mit der Volksbank Hameln.
Im August 1998 fusionierte die Volksbank Hameln mit der Volksbank Bad Pyrmont-Emmerthal rückwirkend zum 1. Januar 1998 zur Volksbank Hameln-Pyrmont.

## Wichtige Personen der Volksbank Hameln
- Paul Voigts (Mitbegründer und Verwaltungsmitglied)
- Fritz Mensing (Mitbegründer und Verwaltungsmitglied)
- Wilhelm Lippmann (Mitbegründer und Verwaltungsmitglied)
- Georg Schotte (Mitbegründer und Verwaltungsmitglied)
- Paul Kruel (Mitbegründer und Verwaltungsmitglied)
- Harry Frevert (Bankdirektor)
- Gerhard Köllner (Bankdirektor)

## Rechtsgrundlagen
Rechtsgrundlagen der Bank sind ihre Satzung und das Genossenschaftsgesetz. Die Organe der Genossenschaftsbank sind der Vorstand, der Aufsichtsrat und die Vertreterversammlung. Die Bank ist der BVR Institutssicherung GmbH und der Sicherungseinrichtung des Bundesverbandes der Deutschen Volksbanken und Raiffeisenbanken e.V. angeschlossen gewesen.

## Geschäftsgebiet
Das Geschäftsgebiet der Volksbank Hameln eG umfasste das Gebiet der Stadt Hameln, Bodenwerder sowie Hessisch Oldendorf.

## Genossenschaftliche FinanzGruppe
Die Bank gehörte zur genossenschaftlichen FinanzGruppe und bot somit als Allfinanzdienstleister eine breite Palette an Finanzdienstleistungen aus einer Hand an. Weitere Verbundpartner der Volksbank Hameln eG waren die Deutsche Zentral-Genossenschaftsbank (DZ Bank) als Zentralinstitut sowie die DZ Hyp und die Münchener Hypothekenbank als Finanzierungsspezialisten.